# カーロウ県
カーロウ県（愛: Contae Cheatharlach、英: County Carlow）は、アイルランド東部、レンスター地方の県。2016年の2016年の人口は56,555人。

## 主な都市
- カーロウ